# Cannes, 60 ans d'histoire
Pour plus de détails, voir Fiche technique et Distribution.
Cannes, 60 ans d'histoire est un documentaire français rassemblant des images d'archives de Gilles Nadeau sorti en 2007.

## Synopsis
À travers des images d'archives, pendant 110 minutes, l'histoire du célèbre Festival de Cannes est retracée. Ce sont des interviews, et images de la montée des marches qui vous seront présentées. Quelques scandales, et beaux moments sont aussi inclus.

## Fiche technique
- Titre original : Cannes, 60 ans d'histoire
- Réalisation : Gilles Nadeau
- Production : Gilles Nadeau
- Genre : documentaire
- Durée : 110 minutes (en deux parties)
- Lieu de tournage :  France
- Date de sortie :  France : 19 mai 2007

## Distribution
- Pierre Santini : Narrateur
- Tippi Hedren
- Michèle Morgan
- Brigitte Fossey
- Marina Vlady
- Claude Lelouch
- Marthe Keller
- Marie-José Nat
- Andréa Ferréol
- Ettore Scola
- Marlène Jobert
- Jean Becker
- Claude Pinoteau
- Marisa Berenson
- Anouk Aimée
- Jean-Pierre Aumont
- Claude Berri
- Bernard Blier
- Dirk Bogarde
- Sandrine Bonnaire
- Jacques Brel
- Jean-Claude Brialy
- Jane Campion
- Martine Carol
- Jean-Pierre Cassel
- Claude Chabrol
- Geraldine Chaplin
- Chen Kaige
- Jean Cocteau
- Costa-Gavras
- Nicole Courcel
- Jules Dassin
- Jean Delannoy
- Charles Denner
- Jacques Deray
- Michel Drach
- Michel Drucker
- André Dussollier
- Marco Ferreri
- Charles Gérard
- Danièle Gilbert
- Franco Interlenghi
- Gilles Jacob
- Anna Karina
- Bernadette Lafont
- Marie Laforêt
- Jean-Pierre Léaud
- Gina Lollobrigida
- Antonella Lualdi
- Louis Malle
- Giulietta Masina
- Melina Mercouri
- Nikita Mikhalkov
- Frédéric Mitterrand
- Yves Montand
- Nanni Moretti
- Yves Mourousi
- Magali Noël
- Nagisa Oshima
- Marcel Pagnol
- Irène Papas
- Maurice Pialat
- Pablo Picasso
- Michel Piccoli
- Jacques Rivette
- Francesco Rosi
- Simone Signoret
- Michel Subor
- László Szabó
- Pierre Tchernia
- Ugo Tognazzi
- Daniel Toscan du Plantier
- Jean-Louis Trintignant
- Roger Vadim
- Lino Ventura
- Luchino Visconti
- Monica Vitti
- Erich von Stroheim
- Jean Yanne